# Robert Ressler
Robert Kenneth Ressler (* 21. Februar 1937 in Chicago; † 5. Mai 2013 in Spotsylvania County) war ein US-amerikanischer Kriminologe und FBI-Agent. Gemeinsam mit John E. Douglas war Ressler einer der ersten Spezialisten für Profiling. Er hat nicht nur zur Definition des Begriffes „Serienmörder“ beigetragen, sondern auch maßgeblich zur Erforschung bestimmter Persönlichkeitsmerkmale von Tätern, die Tötungs- und Sexualdelikte verübt haben.
Später war er der Mentor des österreichischen Kriminalpsychologen Thomas Müller, durch den zahlreiche Erkenntnisse aus der Behavioral Analysis Unit des FBI auch den deutschsprachigen Raum erreichten.

## Profiler des FBI
Ressler wirkte maßgeblich am Aufbau der Abteilung für Verhaltensforschung mit, nachdem er seine Karriere bei der US-Armee begonnen hatte. Von 1970 bis zu seiner Pensionierung 1990 arbeitete er als Profiler für das FBI.
1979 begannen amerikanische Polizeipsychologen und Profiler, zu denen John E. Douglas und Robert Ressler zählten, systematisch verurteilte Serienmörder wie z. B. David Berkowitz, Ted Bundy, Jeffrey Dahmer, John Wayne Gacy, John Joubert und Edmund Kemper zu befragen, um Erkenntnisse zu deren Vorgehensweise, Denkmustern und Motiven zu erhalten. Ziel war es, diese mit den Tatabläufen zu verbinden, um Parallelen zu ungelösten Verbrechen zu finden sowie Hinweise zur möglichen Gefährlichkeit von Straftätern daraus abzuleiten.
Durch die Gespräche, die zwischen 1979 und 1983 mit 36 Mördern (darunter 29 Mehrfachtäter) geführt wurden, konnten Douglas und Ressler durch die Auswertung des jeweiligen Tatverhaltens und der Motive näheres über die Persönlichkeit dieser Täter erfahren. Das zur Abteilung für Verhaltensforschung BSU gehörende Criminal Personality Research Project entwickelte sich in kurzer Zeit zum offiziellen Forschungsprogramm. Im Folgeprojekt wurden 41 überführte Serienvergewaltiger, mit jeweils mindestens zehn Opfern, untersucht. Die Erkenntnisse wurden zu einem speziellen Kategoriensystem weiter entwickelt, welches im Fall von seriellen Tötungs- und Sexualdelikten für Profilingzwecke angewendet wurde. In diesem Kontext wurde auch erstmals zwischen sorgfältig planenden Tätern und spontan agierenden Gelegenheitstätern unterschieden.
Robert Ressler hat hunderte Mörder interviewt, die Polizei in Südafrika bei der Suche nach Serienkillern (z. B. Moses Sithole) unterstützt und half Polizisten in London bei der Suche nach dem „Wimbledon-Mörder“. Eine japanische TV-Anstalt fragte Ressler nach seiner Meinung zu einem Fall in Yokohama Bay: Das Meer hatte die Leichen einer Frau und zweier Kinder an Land gespült. Seit 2003 unterstützte Robert Ressler die Polizei in Mexiko bei der Suche nach einem oder mehreren Serienmördern mit mehr als hundert Opfern.
Die wesentliche Lehre Resslers besagt, dass man aufgrund der Einzelentscheidungen, die der Täter am Tatort und schon bei der Auswahl des Opfers treffen muss, Rückschlüsse auf die Person ziehen kann.

## Kriminalistische Begriffe, die Ressler mit definiert hat
In der ersten Ausgabe des Crime Classification Manual (1992) wurden Begriffe wie Serienmörder, Massenmörder und Rauschmörder ebenso definiert wie die einzelnen Phasen, die Mörder durchlaufen, mögliche Vorzeichen und psychologische Prozesse wie Aggressionsverschiebung, die zu Morden führen können, bei denen das Opfer stellvertretend für eine andere Person umgebracht wird.

## Sonstiges
Nachdem Ressler 1990 offiziell pensioniert wurde, schrieb er mehrere Bücher, die sich inhaltlich mit den Themen beschäftigten, die er in seiner Arbeit als Profiler der der Behavioral Analysis Unit kennengelernt hat.
Der Autor Thomas Harris ließ sich im Rahmen seiner Recherchen für Das Schweigen der Lämmer von Ressler beraten. Der Protagonist von Harris’ Geschichte ist ein sexuell motivierter, kannibalistischer Serienmörder.

## Schriften
- Mit Ann W. Burgess, John E. Douglas: Sexual Homicide: Patterns and Motives Free Press, 1988, ISBN 0-669-16559-X
- Mit Tom Shachtman: Whoever Fights Monsters: My Twenty Years Hunting Serial Killers for the FBI, St. Martin’s Press, 1993, ISBN 978-0-312-95044-6[8]
- Mit Tom Shachtman: Justice Is Served, St. Martin’s Press, 1994, ISBN 978-0-312-11679-8[9]
- Mit Tom Shachtman: I Have Lived in the Monster: Inside the Minds of the World’s Most Notorious Serial Killers, St. Martin’s Press 1998

Auf Deutsch erschienen:
- Robert K. Ressler, Tom Shachtman Ich jagte Hannibal Lecter: Die Geschichte des Agenten, der 20 Jahre lang Serientäter zur Strecke brachte, Heyne Bücher, 1993, ISBN 978-3-453-06432-4